# 潘家庄镇
潘家庄镇，是中华人民共和国贵州省黔西南布依族苗族自治州兴仁市下辖的一个乡镇级行政单位。

## 行政区划
潘家庄镇下辖以下地区：
粑铺社区、接布厂村、潘家庄村、扯尼姑村、下溪村、弥勒屯村、团结村、鸡场坪村、坪寨村、王家寨村和褚皮田村。